# تحالف المدن الصحية
تحالف المدن الصحية هو تحالف تعاوني دولي غايته حماية الصحة والعناية الصحية لسكان المدن أو الأحياء الفقيرة بتحسين أو تعزيز الصحة، يضم مجموعات من المدن الحضرية الصحية أو العديد من المنظمات للبلدان حول بلاد العالم، يسمح في تبادل المعلومات لتحقيق الهدف من خلال عرض صحي منهجه يدعى المدن الصحية. مدينة ايشيكاوا اليابانية هي رأس التحالف.
التحالف والأعضاء المشاركة عملوا لصالح المدينة الصحية التي حددت من منظمة الصحة العالمية على أن تعمل على إنشاء وتحسين البيئة المادية والإجتماعية وتوسيع الموارد الإجتماعية التي تمكن الناس لتبادل الدعم بين بعضهم البعض في إنجاز جميع وظائف الحياة والتطور إلى أعلى إمكانياتها.

## تاريخ التحالف
أول إعلان دولي روج للمفهوم الأساسي للمدن الصحية وإعلان ألما آتا، أعتمد في المؤتمر الدولي للرعاية الصحية الأولية ومؤتمر التضامن مع منظمة الصحة العالمية واليونيسيف في ألماتي، سابقا ألما-آتا وفي حاليا كازاخستان، 6-12/ 9 /1978.
أقرت إستراتيجية الرعاية الصحية الأولية الصحة لجميع الناس في العالم حتى عام 2000.
العديد من المناقشات جرت منذ ذلك الوقت، تريفور هالكوك ولورد دوها عززوا مصطلح المدن الصحية بالتشاور مع منظمة الصحة العالمية.

## الأعضاء المشاركة في هذا التحالف
أستراليا، كمبوديا، جمهورية الصين الشعبية، اليابان، كوريا الجنوبية، ماليزيا، منغوليا، هولندا، الفلبين، فيتنام.